# Phyllomacromia aeneothorax
Phyllomacromia aeneothorax är en trollsländeart som först beskrevs av Nunney 1895.  Phyllomacromia aeneothorax ingår i släktet Phyllomacromia och familjen skimmertrollsländor. IUCN kategoriserar arten globalt som livskraftig. Inga underarter finns listade i Catalogue of Life.